# Jorge Luiz Souto Maior

Jorge Luiz Souto Maior (c. 2017)

Jorge Luiz Souto Maior (Belo Horizonte, 1963) é um jurista brasileiro,  professor livre-docente de direito do trabalho pela Universidade de São Paulo (USP), desde 2002. Foi juiz titular na 3ª Vara do Trabalho de Jundiaí, de 1998 até 2018. Em 16 de agosto de 2018, tomou posse como Desembargador no Tribunal Regional do Trabalho da 15ª Região, tendo-se aposentado em julho de 2023.
Formado na Faculdade de Direito do Sul de Minas - FDSM, especializou-se em direito em 1987 pela mesma faculdade, e pela  USP, em 1990. Mestre em Direito pela USP, com a dissertação Requisitos da petição inicial nos dissídios individuais trabalhistas (1995) e Doutor em Direito pela mesma  Universidade, com a tese Procedimento oral, um pressuposto da efetividade do processo trabalhista (1997).  Além disso, obteve o título de livre-docente, pela USP, com a tese O direito do trabalho como instrumento de justiça social (1999). Em 2001, realizou pesquisa em nível de pós-doutorado na Universidade Paris 2, sobre o tema: Modos de Solução dos Conflitos Individuais do Trabalho (Modes de règlement des conflits individuels du travail).
Desde 2013 é coordenador do Grupo de Pesquisa Trabalho e Capital da Faculdade de Direito da Universidade de São Paulo (GPTC-USP), grupo de pesquisa integrado por estudantes de graduação e de pós-graduação que, por intermédio de reflexão crítica, estuda as relações sociais desenvolvidas no contexto do modelo capitalista de produção e suas implicações no mundo do trabalho.
Como professor e magistrado, Jorge Luiz Souto Maior tem buscado enfatizar o caráter humanista do direito do trabalho. É um adversário ferrenho da tendência flexibilizadora da legislação trabalhista, bem como da precarização do trabalho, em particular mediante a "pseudo-terceirização" de mão de obra - processo conhecido no Brasil como "pejotização", ou seja, contratação de trabalhador não como pessoa física, mas como pessoa jurídica, de modo a não criar vínculo empregatício e assim evitar a incidência de direitos trabalhistas. Um vez tratado como pessoa jurídica, o trabalhador perde o direito à proteção e aos benefícios previstos pela  CLT, enquanto o empregador obtém redução de custos com encargos sociais (contribuição para o FGTS, pagamento de 13º salário, férias, duração normal da jornada de trabalho, pagamento de horas extras, entre outros). 
A atuação de Jorge Souto Maior, como magistrado, foi tema de reportagem da revista Exame, na qual ele é referido como "juiz Robin Hood" ou como a "face radical" da Justiça do Trabalho - esta última tachada, pela revista, de "anacrônica" e "imprevisível". A abordagem da revista suscitou nota conjunta divulgada pela Anamatra - Associação Nacional dos Magistrados da Justiça do Trabalho  e pela Amatra XV - Associação de Magistrados do Trabalho da 15ª Região. No centro da discussão, coloca-se o próprio Direito do Trabalho e a permanência das instituições por meio das quais opera, notadamente a  Justiça do Trabalho.
Desde 2013, Jorge Souto Maior é colunista mensal do Blog da Boitempo.

## Publicações

### Livros
- Relação de emprego & Direito do Trabalho (2007)  ISBN 8536109327
- Temas de processo do trabalho (2000) ISBN 857322875X
- Direito do trabalho como instrumento de justiça social (2000) ISBN 857322780X
- Direito processual do trabalho - Efetividade, Acesso à Justica e Procedimento Oral (1998) ISBN 8573223898

#### Capítulos de livros
- "Lei Geral da Copa: explicitação do Estado de exceção permanente". In: Brasil em jogo: o que fica da Copa e das Olimpíadas (2014)  ISBN 978-85-7559-384-4
- "A vez do direito social e da descriminalização dos movimentos sociais". In: Cidades rebeldes: passe livre e as manifestações que tomaram as ruas do Brasil (2013) ISBN 9788575593417

#### Outras publicações
- Velhas e novas ameaças do neoliberalismo aos direitos trabalhistas. Revista eletrônica do Tribunal Regional do Trabalho da Bahia, Salvador, v. 4, n. 6, p. 145-173, julho de 2015
- A "Carteirada" - Prática habitual pela obtenção de tratamento privilegiado, www.alal.info, 15/03/2006.
- Terceirização não pode ser usada para burlar direitos trabalhistas. Conjur, 6 de julho de 2004. Cópia arquivada em 8 de março de 2006.
- Ao Presidente Lula e Aos Cidadãos Brasileiros (carta aberta),  22 de julho de  2005. Cópia arquivada em 16 de abril de 2025.
- Discriminação. Palestra proferida pelo Dr. Jorge Luiz Souto Maior, Juiz do Trabalho da 3ª Vara de Jundiaí-SP, em Audiência Pública realizada com jornais, em 1º de agosto de 2003. Cópia arquivada em 18 de julho de 2006.